# Équipe de Tchécoslovaquie des moins de 17 ans de football
Maillots
L'équipe de Tchécoslovaquie de football des moins de 17 ans était constituée par une sélection des meilleurs joueurs tchécoslovaques de moins de 17 ans sous l'égide de la Fédération tchécoslovaque de football. 
La Tchécoslovaquie compte à son palmarès un titre de Championnat d'Europe de football des moins de 16 ans et une place de quart-de-finaliste la Coupe du monde de football des moins de 17 ans. Cette équipe disparait peu après la dislocation de la Tchécoslovaquie en 1993. En 1993 et en 1994, les différentes sélections de Tchécoslovaquie poursuivent et  terminent sous la bannière de la « Représentation des Tchèques et des Slovaques » toutes les compétitions dans lesquelles elles étaient engagées au moment de la dissolution du pays. C'est sous cette appellation éphémère que la Tchécoslovaquie atteint les quarts de finale de la Coupe du monde des moins de 17 ans en 1993 et dispute la phase finale de l'Euro des moins de 16 ans en 1994.

## Parcours

### Parcours en Championnat d'Europe
- 1982 : Non qualifiée
- 1984 : Non qualifiée
- 1985 : Non qualifiée
- 1986 : 1er tour
- 1987 : 1er tour
- 1988 : Non qualifiée
- 1989 : Non qualifiée
- 1990 :  Vainqueur
- 1991 : Non qualifiée
- 1992 : Non qualifiée
- 1993 :  3e
- 1994 : 1er tour[1]

### Parcours en Coupe du monde
- 1985 : Non qualifiée
- 1987 : Non qualifiée
- 1989 : Non qualifiée
- 1991 : Non qualifiée
- 1993 : Quarts-de-finale[1]

## Anciens joueurs
- / Marek Jankulovski
- / Karol Kisel
- / Libor Sionko
- / Patrik Berger
- / Martin Čížek
- / Marek Penska

## Palmarès
- Championnat d'Europe de football des moins de 17 ans
  - Vainqueur en 1990

- Tournoi de Montaigu
  - Finaliste en 1988 et en 1992